# Akamaru Dash
Pour les articles homonymes, voir Dash.
Akamaru Dash☆ (赤マルダッシュ☆, Red Round Dash) est un groupe d'idoles japonais, dont la leader Marika Kitazawa, formé en août 2013, par l'agence de talent Oscar Promotion et créé sur le thème est la nourriture japonaise.
À l'origine composé de 4 membres chacune d'entre elles associée à une couleur, le groupe d'idoles est produit par le chanteur et acteur Tetsuya Takeda ; ce dernier s'est associé avec le compositeur Hyadain et le chorégraphe Papaya Suzuki pour ce projet.

## Histoire
Le 13 août 2013, est annoncée la création du groupe en tant que quatuor avec les membres : Mari Tamashiro (la plus âgée), Marika Kitazawa (désignée comme leader), Ayaka Kawamura et Nayu Ōnishi.
Les filles apparaissent dans des publicités pour les ramen et les nouilles Maruchan (マルちゃん) de la société Toyo Suisan Kaisha (東洋水産株式会社) à partir de septembre 2013.
Le 13 août 2014, sont annoncés à l'occasion du premier anniversaire du groupe les débuts de ce dernier avec la sortie d'un premier disque. Akamaru Dash☆ fait ses débuts en major en octobre 2014 avec le single Tabete, Waratte, Ikite Iku sorti sous le label Nippon Columbia.
Leur second single Wonderful Smile a été mis en vente en avril 2015 ; il a servi comme chanson thème de générique de fin de l'émission Pop Parade sur TV Kanagawa en mars 2015. À cette occasion, Marika Kitazawa a remporté un concours de popularité organisé entre les membres du groupe d'idoles.
Le groupe participe à l'événement J-Pop Signature × J-Music Lab 2015 à Bangkok en Thaïlande en novembre 2015,. Il s'agissait de son premier concert à l'étranger.
En janvier 2016, les filles sont apparues dans une publicité pour les nouilles instantanées Maru-chan Akai Kitsune et Midori no Tanuki avec la chanson Another You utilisée dans le cadre de cette campagne. Cette chanson sortira comme 3e single du groupe en février 2016.
Le premier one-man live d'Akamaru Dash☆ aura lieu en mars 2016 au Shibuya WWW à Tokyo.
Le 15 septembre 2016, Mari Tamashiro annonce quitter le groupe d'idoles car elle souhaite réaliser d'autres rêves en dehors de l'industrie du divertissement. Elle fait sa dernière apparition le 26 septembre suivant.
Le 23 avril 2017, Ayaka Kawamura, elle aussi, effectue finalement sa cérémonie de remise de diplôme et quitte le groupe, après avoir été mis en repos pour blessures à la hanche depuis octobre 2016.
Le groupe ouvre son propre site officiel en  mai 2017.

## Membres
| Prénom et nom              | Date de naissance | Couleur | Notes  |
| -------------------------- | ----------------- | ------- | ------ |
| Marika Kitazawa (北澤鞠佳) | 1er janvier 1996  | Rouge   | Leader |
| Nayu Ōnishi (大西菜友)     | 29 septembre 1998 | Blanc   |        |

Anciens membres
| Prénom et nom             | Date de naissance | Couleur | Notes                         |
| ------------------------- | ----------------- | ------- | ----------------------------- |
| Mari Tamashiro (玉城茉里) | 16 juin 1994      | Vert    | Diplômée en 30 septembre 2016 |
| Ayaka Kawamura (川村彩花) | 15 octobre 1997   | Noir    | Diplômée le 23 avril 2017     |

## Discographie

### Singles
1. 22 octobre 2014 : Tabete, Waratte, Ikite Iku (食べて、笑って、生きていく。?)
2. 1er avril 2015 : Wonderful Smile (ワンダフル☆スマイル?)
3. 10 février 2016 : Another You (アナザーユー?)
4. 30 avril 2017 : Growing Dash! (AstroNoteS × Akamaru Dash☆)
5. 2 janvier 2018 : ELS (feat. Majime & DigitalPsycho)
6. 29 avril 2018 : Koigokoro Kōsaten (恋心交差点?)